# Lexy (Meurthe-et-Moselle)
Lexy település Franciaországban, Meurthe-et-Moselle megyében. Lakosainak száma 3902 fő (2022. január 1.). Lexy Cons-la-Grandville, Cosnes-et-Romain, Cutry, Longwy, Réhon és Villers-la-Chèvre községekkel határos.

## Népesség
A település népességének változása:
| Lakosok száma | 2627 | 3377 | 2962 | 2874 | 3407 | 3540 | 3725 | 3816 | 3845 | 3902 |
|               | 1968 | 1982 | 1990 | 2006 | 2013 | 2015 | 2017 | 2019 | 2020 | 2022 |